# Джемма Саммерфілд
Джемма Саммерфілд (20 грудня 1990, Кру, Велика Британія) — британська оперна співачка (сопрано).

## Біографія
Джемма Саммерфілд народилася 20 грудня 1990 року у Кру. Закінчила Royal College of Music International Opera School. Саммерфілд виступає у складі найпрестижніших оперних кампаній (оперна трупа Північної Ірландії, Шотландська опера) та є лауреатом багатьох міжнародних вокальних конкурсів.

## Нагороди
- І премія Міжнародного конкурсу вокалістів імені Віньяса (2022)[4]
- Срібна медаль Worshipful Company of Musicians[5]